# The Beauty Process: Triple Platinum
The Beauty Process: O Triple Platinum é o quinto álbum de estúdio da banda estadunidense L7, lançado em 25 de fevereiro de 1997 pela Slash Records em colaboração com a Reprise Records. Foi gravado nos estúdios Conway Recording em Hollywood e Sound City em Van Nuys, California. A banda gravou a maior parte do álbum como um trio formado pelas integrantes fundadoras Donita Sparks e Suzi Gardner, e a baterista de longa data Demetra Plakas, após a saída da baixista Jennifer Finch. O álbum marca uma partida do estilo de rock pesado de seus antecessores, para um estilo mais lento e mais aventuroso.
Nos Estados Unidos, o material alcançou o número 172 na parada Billboard 200, e o número 12 na tabela de álbuns Heatseekers, ambas da Billboard. Para promover o álbum, L7 embarcou como ato de abertura em uma turnê de Marilyn Manson pelos EUA. A canção "Off the Wagon" foi lançada como single em 1997, durante um concerto nomeado L7: The Beauty Process, dirigido por Krist Novoselic, ex-baixista do Nirvana, lançado em 1998. O álbum recebeu críticas favoráveis de críticos contemporâneos, que elogiaram a sua música cheia de atitude e seu estilo mais libertador em comparação com os discos anteriores. Comercialmente no entanto, ele vendeu pior do que o esperado, levando a Reprise a demitir a banda depois disso.

## Antecedentes e lançamento
The Beauty Process: Triple Platinum é a continuação ao álbum de 1994 do L7, Hungry for Stink, que foi lançado pela Slash em colaboração com os Reprise Records, um selo de pertecente a Warner Music Group. Hungry for Stink, atingiu como pico o número 172 na parada Billboard 200 dos Estados Unidos e coincidiu com o festival de música Lollapalooza de 1994, onde a banda compartilhou o palco com outras bandas de sucesso, incluindo The Smashing Pumpkins e The Breeders. Para o seu próximo álbum, L7 decidiu tomar uma abordagem menos restrita do que tomaram com seus álbuns anteriores. De acordo com a cantora e guitarrista da banda Donita Sparks; "no passado, eu acho que nós queríamos provar que éramos duras de roer. Queríamos mostrar que poderíamos fazer um rock mais complexo do que ninguém. Estamos mais seguras, temos mais liberdade, é mais libertador".
The Beauty Process foi gravado nos estúdios Conway Recording em Hollywood e Sound City em Van Nuys na Califórnia. O álbum foi produzido por Rob Cavallo, Joe Barresi e o próprio L7. Durante as sessões de gravação, a baixista fundadora Jennifer Finch deixou a banda para retornar à faculdade. Embora Finch tenha sido brevemente substituída por Greta Brinkman, amiga da banda, Sparks teve de tocar baixo quando Brinkman não estava disponível. Sparks explicou que gastar tempo no estúdio de gravação era muito caro e que a banda não podia dar ao luxo de esperar por Brinkman. As músicas "Bitter Wine", "Must Have More" e "Me, Myself & I" foram escritas pela guitarrista e vocalista Suzi Gardner. A gravação do álbum foi concluída em novembro de 1996.

## Músicas e letras
The Beauty Process marca uma partida do estilo rock pesado de seus antecessores, para um estilo mais lento e mais suave. Por exemplo, a música "Me, Myself & I" é uma balada acústica, enquanto "Moonshine" apresenta um refrão romântico e delicado. Da mesma forma, "Bitter Wine" lida com as segundas mudanças e, de acordo com a CMJ New Music Monthly, apresenta "guitarras elétricas distorcidas contra uma estranha sonolência de baixo, drones eletrônicos e um refrão de alma perdida". A faixa "Off the Wagon", foi descrita por Sparks como a forma como ela se sente quando bebe fortemente: "Posso estar em um momento bom da minha vida, ou posso estar me acabando em lágrimas. Mas há sempre hematomas envolvidos". Embora a música promova o abuso de substâncias, Jennie Yabroff da revista Salon considerou-o "pesado na atitude e suave na substância".
The Beauty Process contem também canções mais pesadas que são remanescentes dos álbuns anteriores. A canção "Drama" apresenta um solo de guitarra tocado por uma guitarra de brinquedo Micro Jammers. Sparks explicou que ela estava ficando frustrada consigo mesma, comentando; "Foda-se, eu não posso tocar esses riffs, deixe que o Micro Jammers faça isso por 1,99 dólares" A canção foi descrita pelo Spin, como "[ouvindo] Helmet, sem assinaturas premonitórias". O oitavo número do álbum, "Bad Things" foi descrita como "uma explosão a todo o vapor da paranoia urbana", enquanto "The Masses Are Asses" lida com indignação social e humor rude. O título do álbum refere-se a duas coisas diferentes: a primeira parte, "The Beauty Process", é o que Sparks chamaria de "aprontar-se para fazer um show", enquanto a segunda parte, "Triple Platinum", é uma piada sobre carreira da banda, de como o L7 ainda tinha como meta receber um certificado de platina tripla.

## Promoção e lançamento
The Beauty Process foi lançado em 25 de fevereiro de 1997, pela Slash Records. Para promover o álbum, L7 embarcou como artista de abertura em uma turnê de Marilyn Manson, em todo os Estados Unidos. A baixista Gail Greenwood, anteriormente integrante da banda de rock alternativo Belly, ingressou no L7 como parte do grupo nas turnês. A digressão terminou no final de fevereiro e durou 8 semanas. Nos Estados Unidos, o material alcançou o número 172 na parada Billboard 200, e o número 12 na tabela de álbuns Heatseekers, ambas da Billboard.
A canção "Off the Wagon" foi lançada como single em 28 de janeiro de 1997. Seu lançamento incluiu as canções "Guera" e "Punk Broke (My Heart)", como o seu lado B. Um videoclipe para o single foi planejado, porém foi cancelado. Um documentário, intitulado L7: The Beauty Process, foi dirigido por Krist Novoselic, ex-baixista do Nirvana, e lançado em 1998. O filme foi rodado em 1997, enquanto Novoselic estava em turnê com o L7. Ele apresenta imagens ao vivo de canções intercaladas com esboços e é encenado pelas próprias integrantes da banda durante seus dias de folga dos shows. Comercialmente The Beauty Process, vendeu pior do que o esperado, levando a gravadora Reprise a demitir a banda logo após o seu lançamento.

## Recepção crítica
| Críticas profissionais        | Críticas profissionais |
| Avaliações da crítica         | Avaliações da crítica  |
| Fonte                         | Avaliação              |
| ----------------------------- | ---------------------- |
| AllMusic                      | [ 15 ]                 |
| Entertainment Weekly          | B                      |
| Los Angeles Times             | [ 17 ]                 |
| Pitchfork                     | 6.5/10                 |
| Rolling Stone                 | [ 9 ]                  |
| The Rolling Stone Album Guide | [ 19 ]                 |
| Spin                          | 6/10                   |
| The Village Voice             | A−                     |

The Beauty Process recebeu revisões geralmente favoráveis dos críticos contemporâneos. O editor da revista musical Rolling Stone, Alec Foege, achou que o álbum é mais poderoso e mais nítido do que seus antecessores, afirmando que a banda tinha "amadurecido nos seus discos de punk". Embora considerasse a canção "Lorenza, Giada, Alessandra", uma continuação de "Swimsuit Issue" de Sonic Youth, ele concluiu que a banda oferece "variações estilísticas mais frescas do punk clássico em 40 minutos do que a maioria das bandas vêm fazendo durante suas carreiras". Inteligente, arrogante e, no final das contas, eterno, o The Beauty Process dá ao punk a reconstrução que merece sem suavizar as rugas". Da mesma forma, Heidi Macdonald do CMJ New Music Monthly, elogiou os diferentes humores e letras cheias de atitude do álbum, comentando que The Beauty Process inclui "apenas o auto-exame suficiente para mostrar que as meninas cresceram, mas que não envelheceram".
Em uma revisão mista, Jessica Hopper da revista Spin, destacou as músicas mais lentas do álbum, mas concluiu que L7 tinha permanecido essencialmente a mesma banda de "pop-metal", que elas eram no passado. Greg Kot, do Los Angeles Times, observou que, embora o álbum explore um som mais texturizado e nuançado, sua falta de energia na segunda metade faz com que "tais matrimônios como "The Masses are Asses", soem mesquinhos". Para a Salon, Jennie Yabroff sentiu que, enquanto o álbum apresenta emocionantes canções, nenhuma "tem a profundidade ou complexidade para satisfazer o ouvinte além da proposta não saudável inicial." Em uma revisão negativa, Carly Carioli da Boston Phoenix, criticou o álbum por suas letras vagas.
O editor do banco de dados AllMusic, Stephen Thomas Erlewine, descreveu The Beauty Process como "um bom disco de rock pesado", com "sua parcela justa de ganchos", mas notou que isso faz os fãs "ansiarem pelos dias em que L7 parecessem revolucionárias, não apenas guardiãs da chama". Stephen Thompson do jornal The A.V. Club, elogiou as músicas por serem atérmicas e não excessivamente polidas e considerou "The Masses Are Asses" e "Off The Wagon" como os melhores momentos do álbum. O proeminente crítico de música Robert Christgau, também deu uma crítica positiva ao disco, comentando: "Desprezadamente acelerando ainda mais em direção ao metal, elas reivindicam 'o barulho urbano' até que produza a escória e as coisas brilhantes que elas não abrem mão de fazer". Sparks considera o The Beauty Process como seu álbum favorito do L7, pois sentiu que Gardner escreveu canções que "resistem completamente a qualquer música punk underground".

## Faixas
Todas as faixas escritas e compostas por Donita Sparks e Suzi Gardner. 
| N.º            | Título                       | Duração |  |
| 1.             | "The Beauty Process"         | 0:58    |  |
| 2.             | "Drama"                      | 3:28    |  |
| 3.             | "Off the Wagon"              | 3:27    |  |
| 4.             | "I Need"                     | 2:57    |  |
| 5.             | "Moonshine"                  | 3:23    |  |
| 6.             | "Bitter Wine"                | 4:15    |  |
| 7.             | "The Masses Are Asses"       | 4:20    |  |
| 8.             | "Bad Things"                 | 3:12    |  |
| 9.             | "Must Have More"             | 2:54    |  |
| 10.            | "Non-Existent Patricia"      | 4:30    |  |
| 11.            | "Me, Myself & I"             | 3:46    |  |
| 12.            | "Lorenza, Giada, Alessandra" | 4:25    |  |
| Duração total: | Duração total:               | 41:35   |  |

## Desempenho nas tabelas musicais

### Tabelas semanais
| Tabela musical (1999)            | Melhor posição |
| -------------------------------- | -------------- |
| Estados Unidos (Billboard 200)   | 172            |
| Estados Unidos (Top Heatseekers) | 12             |

## Créditos
| - Donita Sparks → vocal, guitarra, baixo, percussão, piano e produção - Suzi Gardner → guitarra, vocal e produção - Demetra Plakas → bateria, percussão e produção - Greta Brinkman → baixo - Chris Bratton → bateria adicional - Rob Cavallo → violão - Lionel Richie → engenharia | - Rob Cavallo → produção - Joe Barresi → produção, engenharia - Steve Holroyd → engenharia - Jack Joseph Puig → mixagem - Barry Goldberg → engenharia - Billy Bowers → engenharia - Greg Fidelman → engenharia - Cheryl Jenets → Coordenador de A&R |